# Cadena de bodden Darss-Zingst
La cadena de bodden Darss-Zingst (en alemán: Darß-Zingster Boddenkette)  es un cuerpo de agua costero del mar Báltico localizado al noreste del estado alemán de Mecklemburgo-Pomerania Occidental, no lejos de la ciudad de Rostock. Se compone de una serie de varias lagoons o bodden dispuestos en dirección este-oeste, que están separados del mar abierto por la península de Fischland-Darß-Zingst. La superficie de estos lagoons es de 197 km² y la profundidad media del agua es de solo dos metros.
Los lagoons individuales de la cadena de bodden Darss-Zingst son (listados de oeste a este, sin mencionar los tramos pequeños de interconexión):
- bodden Saaler
- bodden Bodstedter
- bodden Barther
- bodden Grabow

El contenido de sal del agua aumenta de oeste a este, ya que solo en el extremo oriental de la cadena de bodden hay una conexión con el mar Báltico a través de la corriente Gellenstrom y de la pequeña abertura entre el Großer Werder y Werder Kleiner, donde las aguas pueden mezclarse.  Solía haber otros vínculos con el mar como la corriente Prerowstrom hacia el norte (represado después de 1872) y el Permin y Loop por Fischland, hacia el oeste (represado en el siglo XIV).  Los ríos Recknitz y Barthe descargan en la cadena de bodden Darss-Zingst y toda el área de captación es de 1.578 km². En la costa sur de la cadena de bodden se encuentran las ciudades de Ribnitz-Damgarten y Barth.
La parte norte de la cadena de bodden Darss-Zingst pertenece al Parque nacional de la Laguna de Pomerania Occidental .